# Trận Roßbach
Trận Roßbach là trận đánh diễn ra vào ngày 5 tháng 11 năm 1757 gần làng Roßbach (vùng tây Sachsen) trong cuộc Chiến tranh Bảy năm, giữa quân đội Phổ do Friedrich Đại đế thống lĩnh với liên minh Pháp – quân đội Đế quốc La-Đức dưới sự chỉ huy của vương tước Soubise và vương công Joseph xứ Sachsen-Hildburghausen. Chỉ sau 1 tiếng rưỡi giao chiến, hơn 2 vạn quân Phổ đã đánh tan lực lượng đông gần gấp đôi của liên quân Pháp – quân đội La-Đức và gây cho họ thiệt hại gấp gần 20 lần phe mình. Đây được xem là một trong những thắng lợi quân sự lớn nhất của Phổ thời Chiến tranh Bảy năm.
Mùa hè năm 1757, vương quốc Phổ bị quân đội Nga, Pháp, Thụy Điển, Áo và các chư hầu trong Đế quốc La Mã Thần thánh (gọi tắt là La-Đức) tấn công từ nhiều phía. Trong tình thế nguy khốn đó, vua Phổ Friedrich II ("Đại đế") quyết định đem quân chủ lực vào trung bộ Đức để giải quyết cánh quân Pháp–La-Đức của Soubise và Joseph trước tiên. Ngày 5 tháng 11, 3 đội hình hàng dọc hùng hậu của quân Pháp – La-Đức tiến về phía đông hòng đánh vòng sườn trái quân Phổ. Nắm bắt được vận động của đối phương, Friedrich giả vờ triệt binh nhưng thật ra là di chuyển toàn bộ lực lượng của mình sang cánh trái dưới sự yểm trợ của đồi núi. Khi quân Pháp và quân đội La-Đức quành lên mạn bắc để bọc kín sườn địch, họ đụng phải hỏa lực pháo binh dữ dội và lực lượng bộ binh đã đổi chỗ của Phổ. Đồng thời, thuộc tướng của Friedrich là Friedrich Wilhelm von Seydlitz sai 38 khối kỵ binh tỏa ra phía đông và đánh mạnh vào sườn phải quân địch. Sau đó, bộ binh Phổ được tổ chức theo đội hình bậc thang đã tiến lên phá vỡ trận đồ liên quân Pháp-Áo. Trận chiến chấm dứt khi quân Pháp và La-Đức cuống cuồng tháo chạy khỏi chiến địa.
Kết quả của trận Roßbach đã xóa sổ mối nguy cơ trước mắt từ phía tây đối với Phổ, dọn đường cho Friedrich Đại đế điều đại quân về Schlesien đặng đương đầu với những đạo quân lớn của Áo tấn công từ mạn nam. Sau khi hội với quân bản bộ ở Schlesien, Friedrich đại phá gần 7 vạn quân Áo trong trận Leuthen ngày 5 tháng 12. Mặc dù chiến thắng Leuthen thường được giới sử học quân sự Phổ-Đức đánh giá cao hơn Roßbach, trận Roßbach có ảnh hưởng sâu sắc hơn đối với trào lưu chủ nghĩa dân tộc Đức sau này vì đây là thắng lợi đầu tiên của một đội quân thuần Đức trước đoàn quân bất bại của Pháp. Đồng thời, cuộc thất trận tại Roßbach đã góp phần đẩy mạnh sự suy vong của chế độ quân chủ Bourbon và đặt nền tảng cho cách mạng Pháp bùng nổ năm 1789.

## Bối cảnh
Sau khi quân đội Áo đánh bại cuộc tấn công của Phổ vào Böhmen tháng 6 năm 1757, vua Phổ Friedrich Đại đế phải rút hơn 6 vạn quân chủ lực về giữ phần biên ải Sachsen-Böhmen và chuyển sang thế phòng ngự bị động. Chớp lấy thời cơ, liên minh Áo-Nga-Pháp-Thụy Điển xua quân vây đánh Phổ từ nhiều hướng: từ hướng đông, quân Nga đánh Đông Phổ và phá được 3 vạn quân của thống chế Hans von Lehwaldt trong trận Gross-Jägersdorf; quân Thụy Điển tràn từ phương bắc xuống đánh phá vùng Pommern; từ hướng nam, vương công Karl xứ Lothringen và thống chế Leopold Joseph von Daun đem khoảng 84 nghìn quân chủ lực Áo đánh thốc vào Schlesien; và từ hướng tây, quân đội Pháp tiến công Sachsen và các nước đồng minh của Phổ ở miền Tây Đức. Quân Pháp chia làm 2 cánh: cánh thứ nhất (66 nghìn quân) do quận công d'Estrées chỉ huy đánh bại quân nước Hannover trong trận Hastenbeck, biến Hannover thành bàn đạp xâm nhập Phổ; cánh thứ hai (24 nghìn quân của vương tước Soubise vượt qua Hessen-Kassel và Thüringen tiến vào vùng tây bắc Sachsen. Cùng lúc đó, vương công Joseph xứ Sachsen-Hildburghausen chiêu mộ 25 nghìn quân Áo và các nước chư hầu trong Đế quốc La-Đức tại thượng lưu sông Rhine hòng chuẩn bị hợp lực với quân Pháp đánh chiếm Berlin ép Phổ đầu hàng.
Friedrich Đại đế nhận định phải chiến thắng đối phương trong một trận đánh quy ước vì đây là cách duy nhất có thể cứu Phổ thoát khỏi hiểm họa này. Sau khi phân tích cục diện chiến trường, Friedrich đánh giá 3 binh đoàn của Pháp và quân đội La-Đức trên hướng tây là mắt xích nguy hiểm nhất, vì tổng quân số của d'Estrées, Soubise và Hildburghausen lên tới xấp xỉ 12 vạn người – nhiều nhất so với quân liên minh trên các hướng khác. Do đó, cuối tháng 8 Friedrich quyết định giao 4 vạn quân cho một bộ tướng kìm chân đại quân Áo ở Schlesien, về phần mình Friedrich trực tiếp chỉ huy hơn 2 vạn quân tinh nhuệ tiến sang hướng tây hòng đánh dứt điểm quân Pháp và quân đội La-Đức ở Thüringen. Ông ta dự định chia cắt 3 cánh quân Pháp-La-Đức đặng dễ bề đánh diệt từng cánh một; nhưng tại thời điểm Friedrich xuất chinh về phía tây, Soubise và Hildburghausen đã dần dần hội quân ở Sachsen. Friedrich chỉ còn hy vọng duy nhất là hợp lực với quân Hannover nhằm chia cắt đạo quân của d'Estrées với Soubise và Hildburghausen. Quân Phổ của Friedrich đã hành quân được 274 km trong 2 tuần đầu tháng 9. Sử gia Dennis E. Showalter nhận định đây là một kỷ lục thần tốc hiếm có trong nền quân sự phương Tây giữa thế kỷ 18. Ngày 17 tháng 9, Friedrich hay tin Hannover ký hiệp định đầu hàng Pháp. Dù vậy, d'Estrées vẫn không có hành động kiên quyết để hội quân với Soubise và Hildburghausem. Thấy quân mình kém kỷ luật và tinh thần chiến đấu thấp, hai tướng này chủ trương rút quân tránh giao chiến với địch, làm Friedrich phải thực hiện hàng loạt cuộc rút lui chiến thuật để dụ họ tấn công. Những động thái này của vua Phổ đều vô ích.
Ngày 10 tháng 10 năm 1757, Friedrich nhận tin một đơn vị khinh kỵ binh Áo đã kéo vào thủ đô Berlin. Friedrich vội vã chuyển hướng hành quân sang phía đông bắc để giải nguy cho Berlin. Đến ngày 20 tháng 10, khi được biết khinh kỵ Áo chỉ cướp phá Berlin rồi rút đi nhanh, Friedrich điều quân trở lại hướng tây bắc Sachsen. Ngày 24 tháng 10, vua Phổ đến Torgau, tại đây ông ta được báo cáo rằng quân liên minh Pháp-Đức đã vượt sang bờ đông sông Saale và tiến dần về mạn tây. Friedrich lập tức gọi viện binh từ Magdeburg và Berlin đến giúp sức, và vào ngày 28 tháng 10 ông tập trung 31 tiểu đoàn bộ binh cùng 45 khối kỵ binh ở Leipzig để chuẩn bị nghênh chiến. Đến ngày 30 tháng 10 Soubise, Hildburghausen lại đổi ý lui quân sang bờ tây, nhưng lần này họ thiết lập một hệ thống phòng thủ vững chắc chứ không rút lui tránh giao tranh nữa. Ngày 31 tháng 10, Friedrich đánh chiếm thị trấn Weißenfels và bắt gọn 300 đồn binh La-Đức; rồi từ đây ông dẫn 22 nghìn quân cùng 80 đại bác vượt sông Saale ngày 3 tháng 11. Khi đi trinh sát cùng một toán khinh kỵ binh vào buổi sáng hôm sau, Friedrich nhận thấy các vị trí phòng ngự của liên minh Pháp – quân đội La-Đức rất vững chắc và ông ước tính quân số của họ gồm 6 vạn người, đông gấp 3 lần số quân Friedrich hiện có. Friedrich cũng tiên liệu rằng lương thảo của quân Pháp và quân đội La-Đức đang cạn kiệt, nên sớm muộn họ sẽ phải tiến ra tấn công quân Phổ. Friedrich quyết định nhường thế chủ động cho quân đội đối phương, ông cho đóng quân doanh giữa 2 làng Bedra và Roßbach.

## Diễn biến
Ngày 5 tháng 11 năm 1757 vương tước Soubise và Hildburghausen quyết định tấn công quân doanh Phổ. Hai ông lên kế hoạch chia quân làm 3 hàng dọc hành tiến ngang qua chính diện quân địch, sau đó vòng sang uy hiếp bao vây sườn trái của họ. Cả hai viên tướng đều không tính đến khả năng quân Phổ phát giác đối phương hành tiến trước mặt mình và có biện pháp đối phó mạnh mẽ. Tại thời điểm này, Soubise và Hildburghausen có 41.500 quân gồm 34.000 bộ binh, 7.500 kỵ binh và 114 đại bác – không quá đông như Friedrich ước tính, nhưng vẫn đông gần gấp đôi đạo quân 22.000 người của vua Phổ. Quân Pháp là lực lượng chủ lực chiếm hơn 73% quân số liên minh. Mặc dù chiếm ưu thế về quân số, quân đội Pháp và quân đội Đế quốc La-Đức đều khá yếu kém về mặt tổ chức, huấn luyện và tiếp tế. Nước Pháp từng là cường quốc quân sự hàng đầu phương Tây đầu thế kỷ 18, nhưng đã dần dần suy thoái sau khi Louis XIV chết (1715). Trái lại, quân đội Phổ đã được công nhận rộng rãi là lực lượng thiện chiến và kỷ cương nhất châu Âu kể từ cuộc chiến tranh Schlesien 1740–1745.

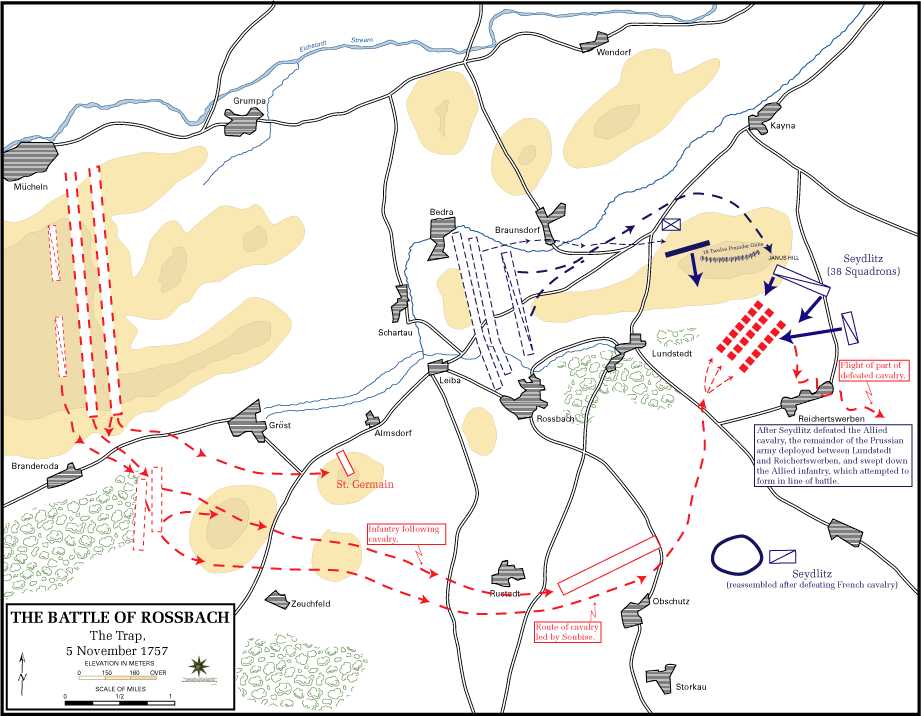
Bản đồ trận Roßbach

Trưa ngày 5 tháng 11, quân Pháp và quân đội Đế quốc La-Đức bắt đầu di chuyển vềo hướng nam theo đường song song với chính diện quân Phổ. Dù gặp một số trục trặc trong việc duy trì kỷ luật hành quân, lực lượng liên quân đã rẽ sang phía đông và leo dần lên một quả đồi trống trải nằm cạnh sườn trái quân Phổ. Cùng lúc đó vua Phổ Friedrich đang ăn trưa cùng các võ quan tại sở chỉ huy của mình ở phía nam Roßbach. Căn nhà sở chỉ huy của Friedrich được sử gia Christopher Duffy mô tả như "một hòn đảo đứng giữa vùng đồng bằng trống trải", và người đứng trên lầu cao của căn nhà này dễ dàng nhìn toàn cảnh ngọn đồi mà trên đó liên quân đang di chuyển. Trong khi Friedrich đang ăn ở tầng trệt, một thị vệ của nhà vua là Friedrich Wilhelm von Gaudi đã leo lên gác thượng của ngôi nhà và từ đây Gaudi nhìn thấy rất nhiều tướng sĩ liên quân đang hành tiến. Sau đó Gaudi bẩm báo với Friedrich về những gì ông ta nhìn thấy. Dù ban đầu Friedrich không tin lời Gaudi, các nguồn tin xác thực khác đã đến đủ sớm để thuyết phục Friedrich rằng quân đồng minh đang tấn công. Ngay lập tức, nhà vua bắt tay vào việc đón đầu và tấn công các đội hình liên quân trong hành tiến: ông ta lên kế hoạch cho quân sĩ tiến ra hướng đông bắc theo đường vòng qua đồi Janus (đồi này tọa lạc sau lưng quân doanh Phổ, được Friedrich lợi dụng để che đội hình hành quân của mình khỏi tầm mắt đối phương); tiếp theo đó, quân đội Phổ sẽ quành sang hướng tây và nam theo một vòng cung rộng lớn đặng đón đánh, tiêu diệt liên quân.
Lúc hơn 2h, Friedrich cho nhổ trại khởi hành về phía đông. Quân Phổ hoàn tất triển khai đội hình hành quân chỉ sau 2 phút, khiến tài liệu của Bộ Tổng tham mưu Đức thế kỷ 19 phải nhận xét là "không khác gì thay cảnh trên sân khấu trong nhà hát". Friedrichh lấy 38 khối thiết kỵ binh làm lực lượng xung kích đi đầu đoàn quân, và giao cho viên thiếu tướng 36 tuổi Friedrich Wilhelm von Seydlitz chỉ huy đội kỵ binh này. Theo sau đạo quân thiết kỵ là 24 tiểu đoàn bộ binh được một số khối quân khinh kỵ che sườn và được một khẩu đội gồm 18 đại pháo yểm trợ; khẩu đội này được triển khai trên đỉnh dãy Janus. Đến khoảng 2h15, quân tuần tiễu Pháp-Đức phát hiện quân địch đã rời bỏ quân doanh. Tin chắc rằng quân Phổ đã tháo chạy do sợ bị áp đảo về quân số, Soubise và Hildburghausen thúc quân ào lên truy kích. Trên đường truy sát, quân đồng minh Pháp-Đức đã bộc lộc nhiều thiếu sót trong việc duy trì trật tự và kỷ luật của mình. Do truy kích quá hăng nên đạo kỵ binh tiền vệ Áo trong quân đội La-Đức đã bỏ xa lực lượng bộ binh chủ lực liên quân đến 2000 bước. Đến 3h15, khi kỵ binh Áo đi vào tầm bắn của đại bác địch, các chỉ huy pháo binh Phổ huy động 18 khẩu đại pháo từ trên dãy Janus nã dồn dập vào hàng ngũ đối phương. Quân kỵ binh Áo chịu nhiều thiệt hại, nhưng họ vẫn gắng sức lao thật nhanh qua vùng hỏa lực của pháo địch.

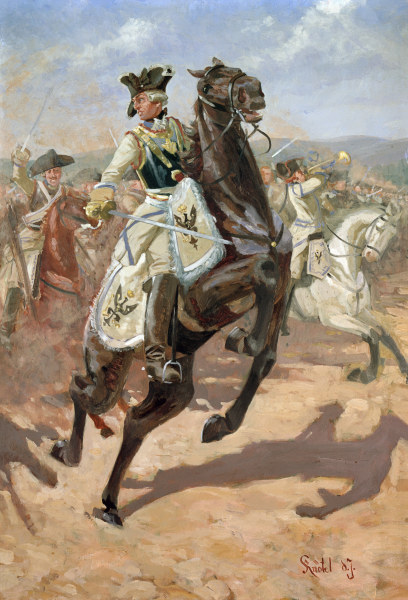
Seydlitz dẫn thiết kỵ binh xung phong vào trận tuyến.

Càng cố chạy qua vùng bắn của pháo binh Phổ, lực lượng kỵ binh tiên phong Áo càng trở nên náo loạn hơn. Chớp lấy thời cơ, tướng Phổ Seydlitz triển khai 38 khối kỵ binh thành đội hình chiến đấu gồm 2 tuyến. Quân kỵ binh Phổ giảm dần tốc độ di chuyển cho đến khi ra tới đầu phía đông dãy Janus, sau đó họ dừng lại chờ kỵ binh Áo rơi vào tầm đánh sở trường của mình. Khoảng 3h30, khi kỵ binh Áo đến cách đỉnh dãy Janus 2000 bước, Seydlitz xua kỵ binh tuyến đầu xung phong vào hàng ngũ đối phương. Quân Áo ban đầu bị choáng ngợp, nhưng 2 trung đoàn thiết kỵ Bretlach và Trautmannsdorf của họ đã kịp triển khai đội hình chiến đấu và chặn đánh quân Phổ rất dữ dội. Trung đoàn khinh kỵ Szecheny của Áo cùng 3 trung đoàn kỵ binh của quân đội Đế quốc La-Đức cũng kéo đến tiếp sức cho quân tiên phong, và cản được đà tiến của kỵ binh Phổ.. Seydlitz bèn xua 18 khối kỵ binh trên tuyến thứ hai của ông xông lên cùng tuyến đầu đánh bọc hai bên sườn kỵ binh Áo. Quân kỵ mã Áo thất thế phải rút chạy về hậu cứ. Trên đường rút, kỵ binh Áo đâm sầm vào 3 trung đoàn bộ binh La-Đức, và đến lượt 3 trung đoàn này cũng nháo nhào tháo chạy. Khối quân La-Đức này lại chạy thẳng vào đội hình 2 khối kỵ binh Pháp vốn đang xông tới đánh chặn kỵ binh Phổ, gây rối loạn rất lớn trong hàng ngũ kỵ mã Pháp. Các đợt phản xung phong của kỵ binh Pháp đều bị đập tan, nhiều kỵ binh liên minh phải đầu hàng quân Phổ. Số kỵ binh còn lại cuống cuồng chạy xuống phía đông nam trận địa, cô lập hoàn toàn lực lượng bộ binh và pháo binh liên quân. Thay vì nghỉ ngơi hoặc truy sát kỵ binh địch theo thông lệ của kỵ binh Phổ, Seydlitz cho quân dừng lại chỉnh đốn hàng ngũ, sau đó vòng sang bên sườn và lưng bộ binh Pháp-Đức hòng chuẩn bị thanh toán lực lượng này.
Trong lúc kỵ binh 2 bên quầng nhau, bộ binh Phổ vẫn đang đi vòng qua sườn đồi đó theo chiều thuận kim đồng hồ. Sau khi được tâu rằng Seydlitz đã loại kỵ binh Pháp-Đức khỏi vòng chiến đấu, Friedrich nhận định thời cơ đã đến để tập trung 3 binh chủng đánh dứt điểm nhanh bộ binh địch. Nhà vua lệnh cho 20 tiểu đoàn bộ binh quẹo sang bên phải tấn công đối phương, trong khi 4 tiểu đoàn bộ binh còn lại tiếp tục hành tiến theo lối cũ. Thực thi mệnh lệnh, 20 tiểu đoàn Phổ vượt dãy Janus theo đội hình bậc thang, sau đó triển khai thế trận tác chiến. Thay vì bố trí bộ binh thành 2 tuyến song song theo binh pháp thông thường của thế kỷ 18, Friedrich tập trung tối đa hỏa lực bằng cách dùng tuyến thứ 2 kéo dài sườn trái của tuyến thứ nhất, khiến đội hình tác chiến của bộ binh Phổ trông giống như một góc tù. Để đối phó, các sĩ quan liên quân Pháp-Đức không dàn trận tuyến bắn nhau với địch, nhưng họ cho bộ binh giương lê tiến thẳng về phía quân Phổ, nhằm đánh đổi hỏa lực bằng tốc độ di chuyển và uy hiếp tinh thần địch quân. Lực lượng tiên phong của liên minh Pháp-Đức là 8 tiểu đoàn Pháp thuộc 2 trung đoàn Piemont và Mailly được tổ chức thành các đội hình dọc - mỗi hàng dọc có 52 lính đứng đầu hàng. Trên đường di chuyển, lực lượng Pháp-Đức bị thương vong rất nặng nề do pháo binh Phổ luôn tận dụng mọi cơ hội để cày phá các đội hình liên quân dày đặc. Khi bộ binh Pháp-Đức đến sát trận địa "góc tù" của đối phương, lính Phổ trên cả hai tuyến khai hỏa bắn xối xả vào chính diện và sườn trái liên quân. Quân tiên phong Pháp nhanh chóng tan vỡ và tháo chạy tứ tung. Họ chạy thẳng vào hàng ngũ một số đơn vị bộ binh hậu tuyến, làm đến lượt các đơn vị này cũng hoảng hốt thục mạng và mọi nỗ lực chấn chỉnh hàng ngũ của các sĩ quan Pháp đều bị phá sản. Thừa cơ, Seydlitz xua kỵ binh xung phong chém giết hàng loạt quân liên minh, làm 3 trung đoàn đến từ vùng Franken của quân đội La-Đức cùng nhiều nhóm quân Pháp nữa phải quăng súng chạy thoát thân. Quân bộ binh Phổ cũng tiến lên truy kích, và họ thực hiện bài bản chiến thuật vừa di chuyển, vừa bắn diệt các khối quân hỗn loạn của liên minh. Không những thế, quân liên minh còn hứng chịu những đợt bắn phá không ngừng nghỉ của pháo binh Phổ.
Trước các đòn tấn công phối hợp của bộ binh, kỵ binh và pháo binh Phổ, đội quân liên minh Pháp-Đức đã hoàn toàn vỡ tan. Soubise và Hildburghausen phải cho rút toàn bộ lực lượng về mạn tây. Quân Phổ truy đuổi tàn quân Pháp-Đức đến đêm thì mới thôi.

## Kết cục
Trận Roßbach chấm dứt với thất bại toàn diện của liên minh Pháp – quân đội Đế quốc La-Đức. Thiệt hại nhân lực của liên quân rất lớn, gồm 3.000 người chết, bị thương và 5.000 người bị bắt làm tù binh. Trong số quân bị bắt có 8 tướng và 300 sĩ quan. Trái lại, tổn thất của quân đội Phổ chỉ bao gồm 541 sĩ quan và binh lính – trong đó 165 thiệt mạng và 374 bị thương. Điều đó có nghĩa là quân liên minh bị thương vong gấp gần 20 lần quân Phổ, và đây là một chênh lệch rất hiếm có trong các cuộc chiến tranh tại châu Âu thế kỷ 18. Quân Phổ cũng tịch thu 72 đại bác, 14 chiến kỳ và 15 hiệu kỳ của quân đội Đồng minh.
Đối với người Phổ, chiến thắng Roßbach đã loại bỏ mối đe dọa từ Pháp trên hướng tây, tạo điều kiện cho Friedrich II tập trung lực lượng đương đầu với các mũi tấn công khác của liên quân chống Phổ. Quân Nga đã rút khỏi Đông Phổ từ tháng 9, và quân bản bộ Phổ tại Pommern đủ sức kìm hãm đà tiến công của quân Thụy Điển. Tuy nhiên, thừa cơ Friedrich đang mãi đánh quân Pháp, 84.000 quân chủ lực của Áo và một số chư hầu Đức đã chinh phục hầu hết Schlesien, một tỉnh trù phú mà Phổ đã đoạt mất của Áo năm 1740. Bởi vậy, chỉ 2 ngày sau trận Roßbach, Friedrich bắt tay vào việc chuẩn bị tiến quân từ Sachsen về chiếm lại Schlesien. Ngày 2 tháng 12, Friedrich hội quân với lực lượng bản bộ vừa thua trận ở Schlesien, và ngày 5 tháng 12 ông ta phá tan đạo quân chủ lực của Áo trong trận Leuthen. Mặc dù không thể đưa đến sự chấm dứt cho cuộc chiến, những thắng lợi ở Roßbach và Leuthen đã cứu Phổ khỏi nguy cơ bị liên minh Pháp-Áo-Nga-Thụy Điển thôn tính ngay trong năm 1757, và tạo động lực cho người Phổ đương đầu với các đợt tấn công tiếp theo của liên minh.
Bất chấp sự hiện diện của khoảng 11.000 quân chư hầu Đức trong đội quân thua trận Roßbach, kết quả của trận đánh đã làm dấy lên một làn sóng phân khích trong các nước thuộc Đế quốc La-Đức. Dân Đức coi sự thảm bại này là quả báo cho người Pháp vì họ đã gây nhiều tội ác chiến tranh ở Rheinland và Pfalz trong các cuộc chinh phục của Louis XIV. Các nhà dân tộc chủ nghĩa Đức thế kỷ 19 đã tô vẽ trận Roßbach thành một chiến thắng của người Đức theo Kháng Cách trước các đội quân Công giáo bất bại của vương triều Bourbon bên Pháp. Bên cạnh đó, chiến thắng Roßbach không làm cải thiện mối quan hệ giữa Phổ với các chư hầu của Áo trong Đế quốc La-Đức.
Thảm bại ở Roßbach đã kéo theo một chuỗi thất bại khác của quân đội Pháp trong Chiến tranh Bảy năm. Được cổ vũ bởi chiến thắng của Friedrich II, vua Hannover là Georg II đã xé bỏ hiệp định đầu hàng và tuyên bố tái chiến với Pháp. Một đội quân liên minh giữa Hannover với các đồng minh khác của Phổ ở Tây Đức đã được hình thành dưới sự chỉ huy của thống chế Phổ Ferdinand von Braunschweig-Wolfenbüttel. Từ năm 1758 đến năm 1762, Ferdinand đã đánh bại nhiều đợt tấn công của quân Pháp vào mạn Tây Đức, khiến người Pháp không còn cơ hội tiến sâu vào lãnh thổ phía tây Phổ nữa.